# Абу Дулаф аль-Иджли
Абу́ Дула́ф аль-’Иджли́ аль-Касим ибн Иса (араб. أبو دُلف العجلي‎) — один из наместников и военачальников при Харуне ар-Рашиде, аль-Мамуне и аль-Мутасиме, аль-Васике, основатель династии Дулафидов в Хамадане, поэт.

## Биография
Абу Дулаф был выходцем из рода ’иджл аднанитского племени бакр ибн ваиль. Он был назначен наместником Джибала Харуном ар-Рашидом. В конфликте между аль-Амином и аль-Мамуном, примкнул к аль-Амину, после поражения которого был помилован и сохранил своё положение. Он имел хорошие отношения с аль-Мутасимом и командовал его войсками в походе против хуррамитов. Преемник аль-Мутасима — аль-Васик тоже был благосклонен к Абу Дулафу. Под предводительством аль-Афшина Хайдара он участвовал в подавлении мятежа Бабека в Азербайджане.
Абу Дулаф скончался в Багдаде в 839 или 840 году. Его сыновья и потомки правили в Хамадане как фактически независимые эмиры до 798 года, когда они были смещены «сильным» халифом аль-Мутадидом.

## Сочинения
Абу Дулаф был автором таких трудов, как «Политика царей» (араб. كتاب سياسة الملوك‎ — Китаб сиясат аль-мулук), «Соколы и охота» (араб. كتاب البزاة والصيد‎ — Китаб аль-бузат ва-с-сайд), «Книга оружия» (араб. كتاب السلاح‎ — Китаб ас-силах) и «Книга добродетели» (араб. كتاب النزه‎ — Китаб ан-назах).